# GSC1114-1884
GSC1114-1884 — хімічно пекулярна зоря спектрального класу A, що має видиму зоряну величину в смузі V приблизно  9,2.
Вона  розташована на відстані близько 514,4 світлових років від Сонця.